# X-Men: Children of the Atom
X-Men Children of the Atom är ett TV-spel till Sega Saturn och Playstation som introducerade den så kallade Capcom VS-stilen för Street-fighting-spel. Man slogs i stora och interaktiva miljöer. De var en föregångare för knapptryckningskombinationer som skulle utföras när figuren befann sig i luften.
- Catherine Disher - Psylocke/Elisabeth 'Betsy' Braddock, Storm/Ororo Munroe, Spiral
- Cathal J. Dodd - Wolverine/Logan
- Dan Hennessey - Colossus
- Norm Spencer - Cyclops/Scott Summers